# Monroe (Utah)
Pour les articles homonymes, voir Monroe.
Monroe est une municipalité américaine située dans le comté de Sevier en Utah.
Lors du recensement de 2010, sa population est de 2 256 habitants. La municipalité s'étend sur 3,57 milles carrés (9,25 km2).

## Histoire
La localité est fondée en 1863 sous le nom de South Bend, car située sur le rive sud de la Sevier. Elle est rapidement abandonnée en raison d'attaques amérindiennes. Elle est de nouveau habitée à partir de 1870 sous le nom d'Alma. Ce nom étant déjà pris, elle est renommée en l'honneur du président James Monroe lorsqu'elle demande la création d'un bureau de poste.